# Большой Луг (станция)
Большо́й Луг — станция Восточно-Сибирской железной дороги на Транссибирской магистрали в Шелеховском районе Иркутской области. Расположена на территории посёлка городского типа Большой Луг.
Находится на 5223 километре Транссибирской магистрали. Является крайней южной станцией Иркутского региона Восточно-Сибирской железной дороги.

## Пригородное сообщение по станции
| № поезда  | Маршрут движения                    | № поезда | Маршрут движения                   |
| --------- | ----------------------------------- | -------- | ---------------------------------- |
| 6336      | Иркутск-Сортировочный — Выдрино     | 6337     | Выдрино — Иркутск-Сортировочный    |
| 6334      | Иркутск-Сортировочный — Байкальск   | 6335     | Байкальск — Иркутск-Сортировочный  |
| 6306      | Иркутск-Сортировочный — Слюдянка I  | 6317     | Слюдянка I — Иркутск-Сортировочный |
| 6312      | Иркутск-Сортировочный — Слюдянка I  | 6329     | Слюдянка I — Иркутск-Сортировочный |
| 6324      | Иркутск-Сортировочный — Слюдянка I  | 6333     | Слюдянка I — Иркутск-Сортировочный |
| 6305      | Большой Луг — Черемхово             | 6328     | Черемхово — Большой Луг            |
| 6302      | Мальта — Большой Луг                |          |                                    |
| 6307      | Большой Луг — Иркутск-Пассажирский  |          |                                    |
| 6314      | Половина — Большой Луг              |          |                                    |
| 6323/6325 | Глубокая — Черемхово                |          |                                    |
| 6313      | Большой Луг — Усолье-Сибирское      |          |                                    |
| 6315      | Подкаменная — Иркутск-Сортировочный |          |                                    |